# Платц, Ханс
Ханс Платц (нем. Hans Platz, 13 декабря 1919 — 22 октября 1988) — немецкий шахматист.
Бронзовый призёр чемпионата ГДР 1951 г. Участник дележа 3-го места в чемпионате ГДР 1950 г. Участник чемпионатов объединённой Германии 1951 и 1953 гг.
В составе сборной ГДР участник двух шахматных олимпиад (1952 и 1956 гг.), международных матчей с командами Болгарии (1954 г.), Дании (1955 г.) и Чехословакии (1958 г.).
Участник международного турнира в Будапеште (мемориал Г. Мароци, 1952 г.; среди участников турнира были действующий на тот момент чемпион мира М. М. Ботвинник и целый ряд сильнейших гроссмейстеров).
После завершения активных выступлений работал тренером в шахматной федерации ГДР.

## Основные спортивные результаты
| Год  | Город       | Соревнование                               | + | −  | = | Результат | Место |
| ---- | ----------- | ------------------------------------------ | - | -- | - | --------- | ----- |
| 1950 | Зёммерда    | Чемпионат ГДР                              | 8 | 6  | 2 | 9 из 16   | 3—5   |
| 1951 | Шверин      | Чемпионат ГДР                              | 8 | 4  | 4 | 10 из 16  | 3     |
|      | Дюссельдорф | Чемпионат Германии                         | 8 | 6  | 7 | 11½ из 21 | 10    |
| 1952 | Хельсинки   | X Олимпиада (сборная ГДР, 3-я доска)       | 6 | 6  | 3 | 7½ из 15  |       |
|      | Будапешт    | Мемориал Г. Мароци                         | 1 | 14 | 2 | 2 из 17   | 18    |
| 1953 | Йена        | Чемпионат ГДР                              | 4 | 2  | 5 | 6½ из 11  | 6—11  |
|      | Лейпциг     | Чемпионат Германии                         | 5 | 4  | 4 | 7 из 13   | 10—12 |
| 1954 | Галле       | Матч ГДР — Болгария (против Н. Падевского) | 0 | 0  | 2 | 1 из 2    |       |
| 1955 | Берлин      | Матч ГДР — Дания (против Т. Хора)          | 2 | 0  | 0 | 2 из 2    |       |
| 1956 | Москва      | XII Олимпиада (сборная ГДР, 2-й запасной)  | 4 | 2  | 4 | 6 из 10   |       |
| 1958 | Прага       | Матч Чехословакия — ГДР (против Я. Ежека)  | 0 | 1  | 1 | ½ из 2    |       |